# November 1995
Dit artikel geeft een chronologisch overzicht van alle belangrijke gebeurtenissen per dag in de maand november van het jaar 1995.

## Gebeurtenissen
- Lech Wałęsa verliest de presidentsverkiezingen in Polen van Aleksander Kwaśniewski.
- 1 november-21 november - De akkoorden van Dayton worden besproken, die de situatie in Bosnië moeten regelen.

### 3 november
- Het kabinet stelt oud-premier Ruud Lubbers officieel kandidaat voor de post van secretaris-generaal van de NAVO.

### 4 november
- Premier Yitzchak Rabin wordt getroffen door een kogel van een extreemrechtse Israëli. Hij sterft later in het ziekenhuis op de operatietafel.

### 9 november
- De Amerikanen blijken onoverkomelijke bezwaren hebben tegen de kandidatuur van Ruud Lubbers als secretaris-generaal van de NAVO. De oud-premier trekt zich daarop terug.

### 10 november
- De Nigeriaanse schrijver Ken Saro-Wiwa wordt geëxecuteerd.

### 11 november
- De vijfjarige Gyancain Norbu wordt door de Chinese overheid uitgeroepen tot 11e Panchen Lama van Tibet. De zesjarige Gendün Chökyi Nyima, die door de Tibetanen als Panchen Lama wordt beschouwd, is door de Chinezen weggevoerd en verdwijnt spoorloo

### 12 november
- In Cancun behaalt de Britse triatleet Simon Lessing de wereldtitel olympische afstand. Bij de vrouwen gaat de zege naar de Amerikaanse Karen Smyers.

### 15 november
- Het Nederlands voetbalelftal wint in de Rotterdamse Kuip de EK-kwalificatiewedstrijd tegen Noorwegen met 3-0 door treffers van Clarence Seedorf, Youri Mulder en Marc Overmars.

### 19 november
- Josphat Machuka (42.24) en Helen Kimaiyo (49.45) winnen de twaalfde editie van de Zevenheuvelenloop (15 kilometer).

### 20 november
- De EU en Israël tekenen in Brussel een samenwerkingsverdrag.
- Prinses Diana laat zich interviewen door de BBC. Ze bekent dat ze prins Charles ontrouw is geweest, suggereert dat hij het koningschap niet aankan en ziet voor zichzelf een rol als 'visitekaartje' van het Verenigd Koninkrijk weggelegd.

### 22 november
- In Nederland wordt het lichaam van Nicole van den Hurk, die sinds 6 oktober 1995 vermist werd, gevonden in de bossen tussen Mierlo en Lierop.

### 28 november
- AFC Ajax wint de wereldbeker voor clubteams door na een 0-0 stand het Braziliaanse Gremio na strafschoppen te verslaan. Danny Blind benut de beslissende strafschop.

### 30 november
- Javier Solana wordt onverwacht uitgekozen om de nieuwe secretaris-generaal van de NAVO te worden. In de Verenigde Staten sturen 52 congresleden een protesttelegram naar het Witte Huis omdat Solana een pro-Castro politiek voerde ten aanzien van Cuba toen hij Spaans minister van buitenlandse zaken was.

<< · januari · februari · maart · april · mei · juni · juli · augustus · september · oktober · november · december · >>